# Pseudocaecilius tahitiensis
Pseudocaecilius tahitiensis är en insektsart som först beskrevs av Heinrich Hugo Karny 1926.  Pseudocaecilius tahitiensis ingår i släktet Pseudocaecilius och familjen Pseudocaeciliidae. Inga underarter finns listade i Catalogue of Life.